# SN 2005fi
SN 2005fi – supernowa typu Ia odkryta 11 września 2005 roku w galaktyce A000758+0038. W momencie odkrycia miała maksymalną jasność 22,40m.